# Баньоли, Даниэле
Даниэле Баньоли (итал. Daniele Bagnoli; 25 октября 1953, Мантуя, Италия — 27 декабря 2024) — итальянский волейбольный тренер, в 2009—2010 годах — главный тренер мужской сборной России.

## Тренерская карьера
Тренерскую карьеру начал в 1980 году в «Мантуе», команде из своего родного города, возвратив её в 1989-м в элиту итальянского волейбола — серию А1. Наиболее значительных успехов добился с «Моденой» и «Сислеем», выиграв с ними в общей сложности 8 чемпионатов Италии и 5 Кубков европейских чемпионов. В сезоне-2006/07 «Сислей» под руководством Баньоли выиграл все возможные титулы в Италии и не смог пополнить свою коллекцию только очередным золотом Лиги чемпионов, уступив в «раунде шести» немецкому «Фридрихсхафену».
С осени 2007 года работал в России — стал главным тренером московского «Динамо», сменив на этом посту Владимира Алекно, возглавившего сборную России. В первый же год «Динамо» под руководством итальянского наставника выиграло чемпионат России, а осенью 2008 года — национальные Суперкубок и Кубок. В свете успешной работы в «Динамо» Даниэле Баньоли стал рассматриваться как кандидат на пост тренера сборной России.
В конце 2008 года Даниэле Баньоли, никогда прежде не тренировавший национальные сборные команды (за исключением 1991—1992 годов, когда он в ряде коммерческих турниров подменял Хулио Веласко в сборной Италии и стал победителем Средиземноморских игр 1991), подал заявки на участие в конкурсах Польского волейбольного союза и Всероссийской федерации волейбола (ВФВ). После того, как 17 января 2009 года тренером мужской сборной Польши был объявлен аргентинец Даниэль Кастельяни, Баньоли де-факто стал главным тренером мужской сборной России, поскольку других кандидатов на этот пост не было. Ровно через месяц, 17 февраля, итальянский специалист был официально утверждён в своей должности. По окончании чемпионата России он покинул расположение динамовского клуба и сосредоточился на подготовке сборной к матчам Мировой лиги.
Под руководством Даниэле Баньоли сборная России дважды становилась призёром Мировой лиги, но осталась без медалей чемпионата Европы 2009 года и чемпионата мира-2010. На заседании Президиума ВФВ, состоявшемся 22 декабря 2010 года, было принято решение освободить Баньоли от занимаемой должности.
24 января 2011 года Даниэле Баньоли подписал контракт с итальянской «Моденой», с июня до декабря 2012 года возглавлял турецкий «Фенербахче», затем работал в Иране, Катаре, Тунисе и вновь в Италии.
С лета 2017 года по декабрь 2018 года был главным тренером уфимского «Урала».
Умер 27 декабря 2024 года в возрасте 71 года после продолжительной борьбы с заболеванием.

## Достижения
| Команда                            | Сезоны               | Достижения |
| ---------------------------------- | -------------------- | --- |
| «Мантуя» (В, А2, А1)               | 1980—1985, 1986—1990 | Выход в серию А1 (1989) |
| «Гуидиццоло»                       | 1985—1986            | |
| «Галилео» (Реджо-нель-Эмилия) (A2) | 1992—1993            | |
| «Модена»                           | 1993—1997            | Скудетто (1995, 1997), Кубок Италии (1994, 1995, 1997), Кубок чемпионов (1996, 1997), Кубок Кубков (1995), Суперкубок ЕКВ (1995)                        |
| «Рома» (Рим)                       | 1997—1998            | |
| «Сислей» (Тревизо)                 | 1998—2000            | Скудетто (1998, 1999), Кубок Италии (2000), Суперкубок Италии (1998, 2001), Кубок чемпионов (1999, 2000), Кубок ЕКВ (1998), Суперкубок ЕКВ (1999)       |
| «Модена»                           | 2000—2001            | |
| «Сислей» (Тревизо)                 | 2001—2007            | Скудетто (2003, 2004, 2005, 2007), Кубок Италии (2004, 2005, 2007), Суперкубок Италии (2003, 2004, 2005, 2007), Лига чемпионов (2006), Кубок ЕКВ (2003) |
| «Динамо» (Москва)                  | 2007—2009            | Чемпионат России (2008), Кубок России (2008), Суперкубок России (2008)                                                                                  |
| Сборная России                     | 2009—2010            | Мировая лига-2009 — 3-е место, Мировая лига-2010 — 2-е место                                                                                            |
| «Модена»                           | 2011—2012            | |
| «Фенербахче» (Стамбул)             | 2012                 | Суперкубок Турции (2012) |
| «Матин» (Варамин)                  | 2013—2014            | Чемпионат Ирана (2014), Чемпионат Азии среди клубов (2014)                                                                                              |
| «Эр-Райян»                         | 2014—2015            | Чемпионат Катара (2015), Кубок чемпионов Персидского залива (2015)                                                                                      |
| «Сфаксьен» (Сфакс)                 | 2016                 | |
| «Латина»                           | 2016—2017            | |
| «Урал» (Уфа)                       | 2017—2018            | |
| «Каллипо» (Майерато)               | 2019                 | |